# Alumnat papieski w Wilnie
Alumnat papieski w Wilnie – budynek z 1622 roku, dawna siedziba alumnatu (szkoły dla misjonarzy), znajdujący się na Starym Mieście w Wilnie, przy ulicy Uniwersyteckiej 4 (Universiteto gatvė).

## Historia
W 1582 roku papież Grzegorz XIII swoją bullą powołał do życia wileński alumnat dla misjonarzy obrządku unickiego, którzy mieli propagować unię na Rusi. Trzy lata później na potrzeby alumnatu zakupiono od mieszczanina M. Wolskiego parterowy gotycki dom, który stał w południowej części posesji. Uroczyste otwarcie miało miejsce 10 lipca 1585 roku. W alumnacie uczyli się Litwini, Polacy, Lotysze, Tatarzy, Węgrzy, Belgowie, Ślązacy, Włosi, Norwegowie i Szkoci. Do 1624 roku od absolwentów nie wymagano przyjmowania święceń kapłańskich, później stało się to obowiązkowe.
W 1622 roku obok gotyckiego domu powstał dwupiętrowy budynek mieszkalny oraz zabudowania gospodarcze. Dziedziniec alumnatu został otoczony galerią arkadową, wzorowaną na Dziedzińcu Wielkim (tzw. Skargi) pobliskiego uniwersytetu. Pomiędzy arkadami umieszczono freski, przedstawiające portrety 47 papieży, a na elewacji frontowej spiżową tablicę z umocowaną papieską tiarą. Około 1650 r. w zachodniej części budynku wybudowano kaplicę. Gmach wielokrotnie uszkadzały pożary (w latach 1655, 1710, 1737 i 1748), ale po każdym z nich był remontowany. 
Po III rozbiorze w 1798 roku władze rosyjskie zamknęły alumnat, a zabudowania przekazały Uniwersytetowi Wileńskiemu. Po zamknięciu uniwersytetu, przez krótki czas, budynek należał do Kapituły Katedralnej, a następnie kompleks sprzedano osobom prywatnym. W 1824 roku, podczas budowy pałacu gubernatorskiego, wyburzono część gospodarczą. Pięć lat później na dawnym dziedzińcu gospodarczym powstał jednopiętrowy budynek mieszkalny w stylu klasycystycznym, arkady w prawym skrzydle zostały zamurowane, a umieszczone pomiędzy nimi freski zamalowano. Pod koniec XIX wieku nad północną częścią gmachu dobudowano piętro. W 1984 roku przeprowadzono remont generalny. 
W budynku mieszczą się biura instytucji kulturalnych, księgarnia naukowa i redakcja tygodnika Literatūra ir menas.
Dziedziniec alumnatu jest uznawany za najpiękniejszy dziedziniec renesansowy w Wilnie i razem z kościołem św. Michała stanowi przykład stylu odrodzenia w mieście.

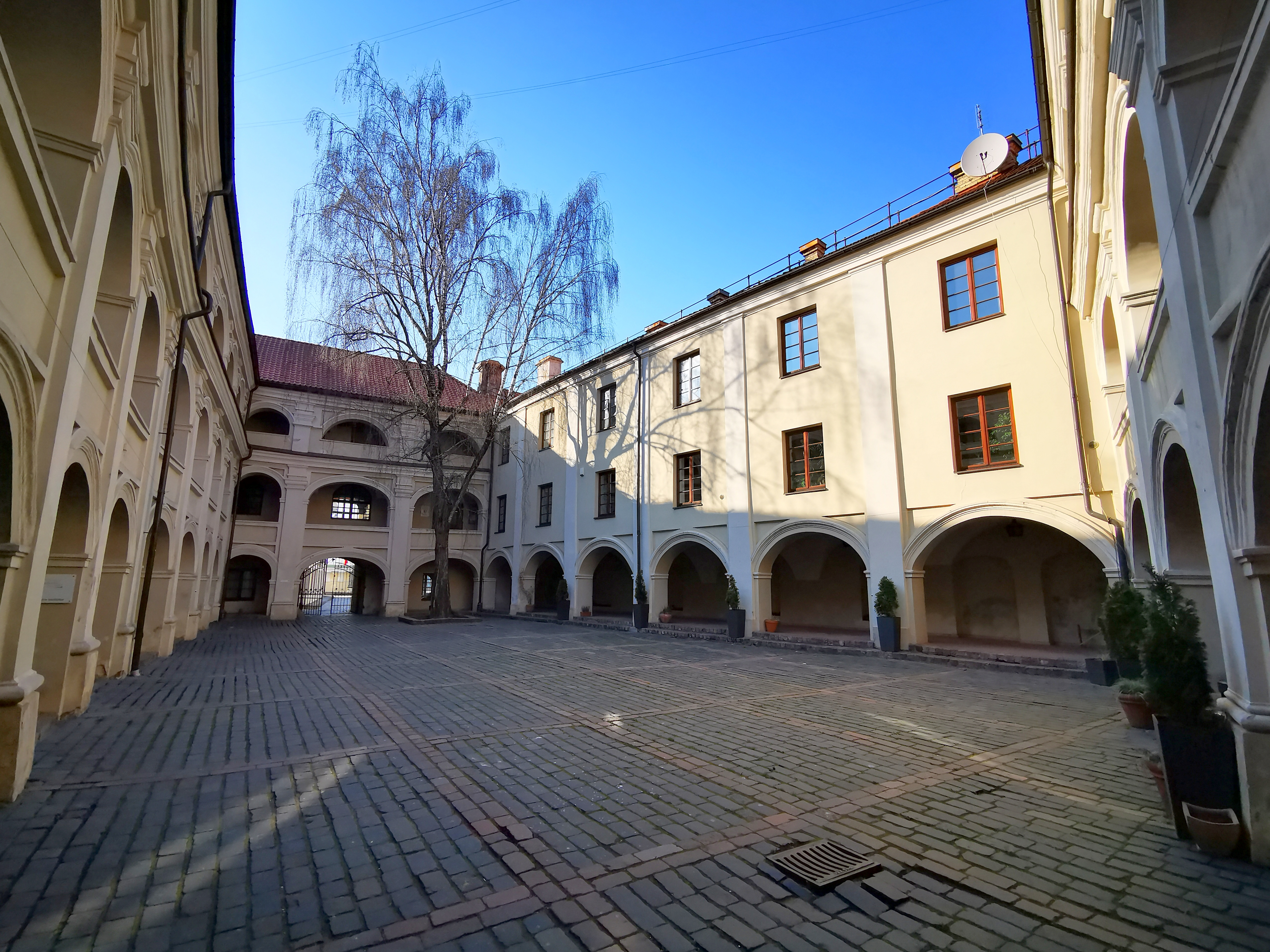
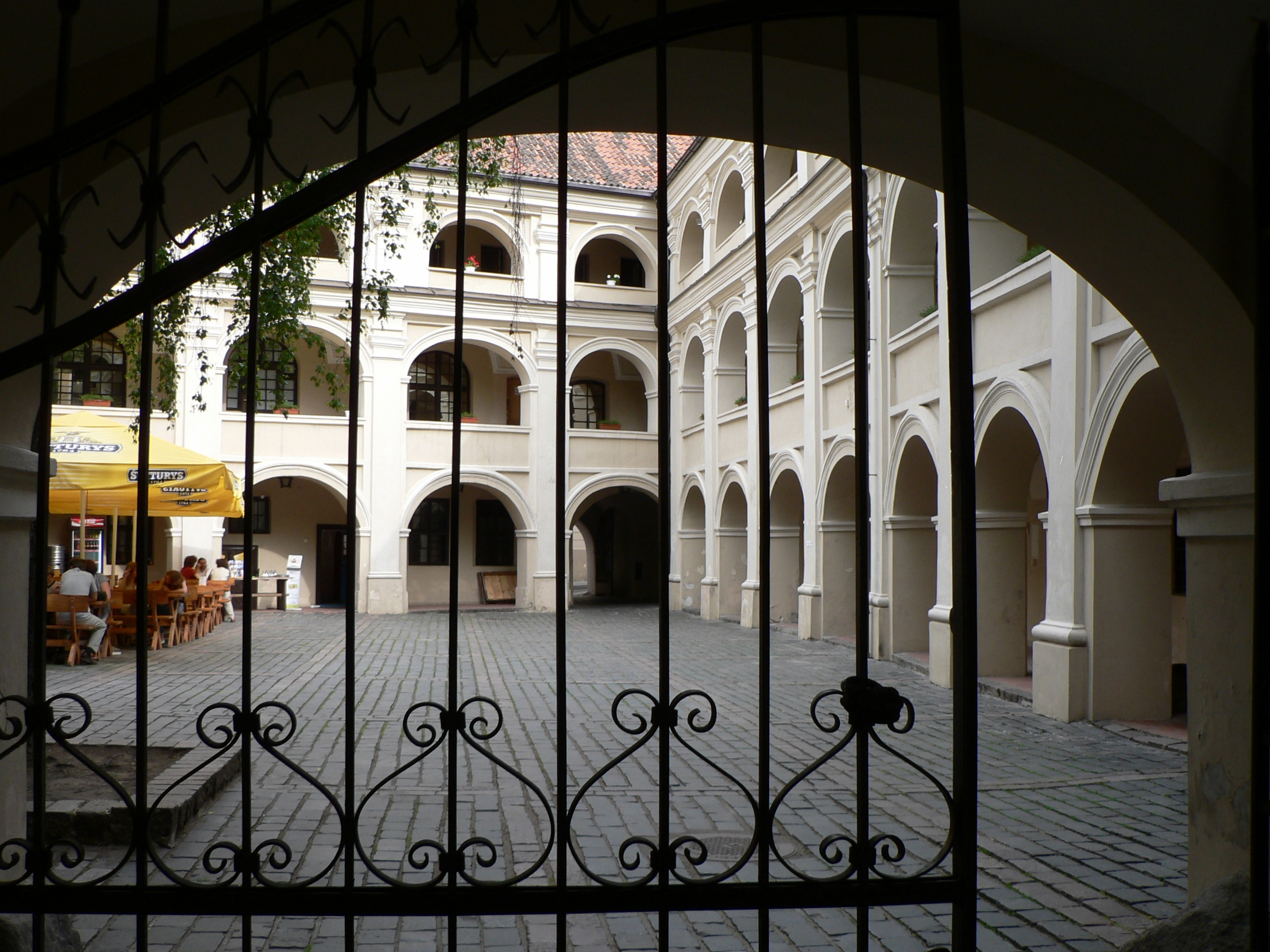
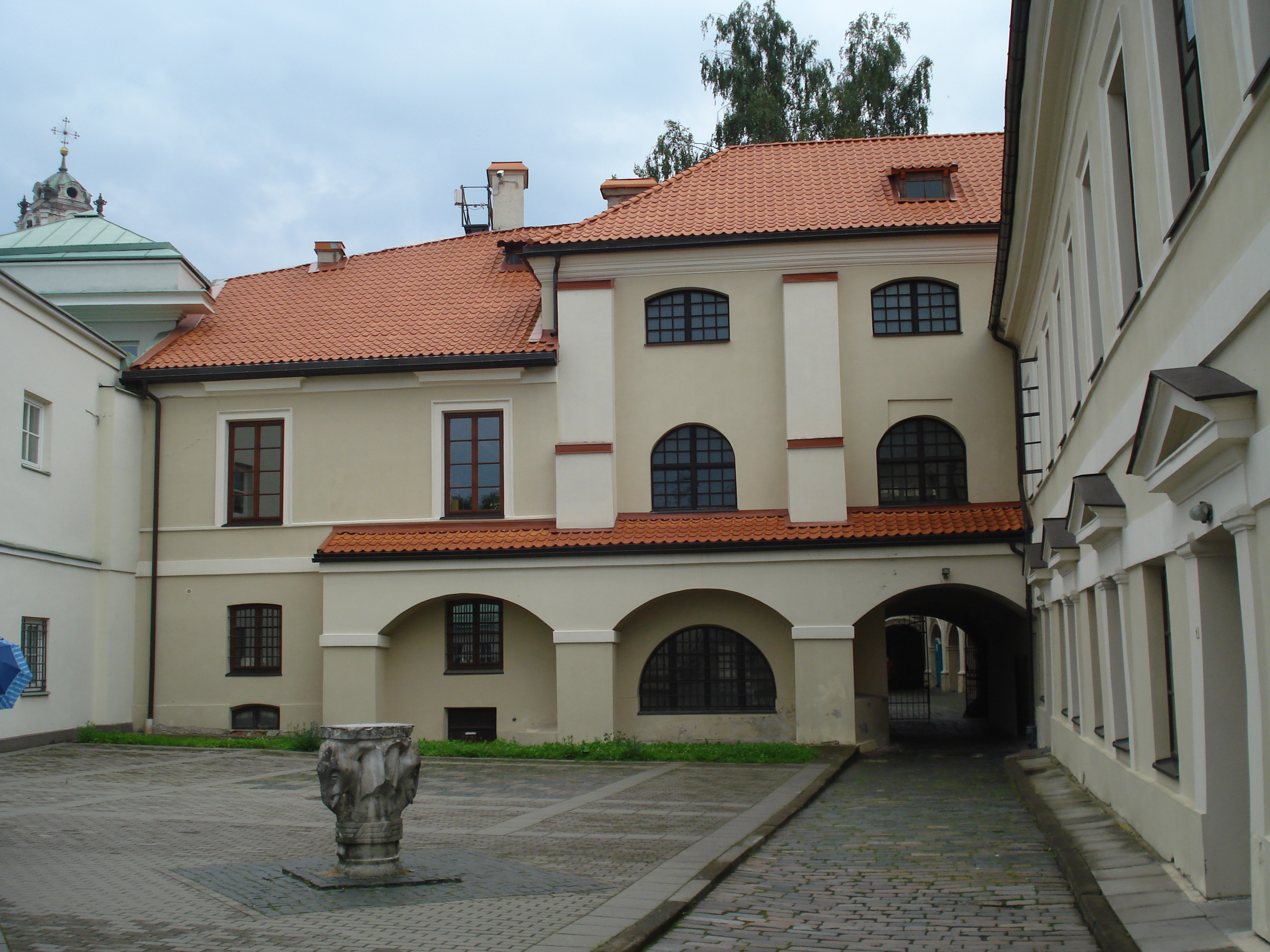
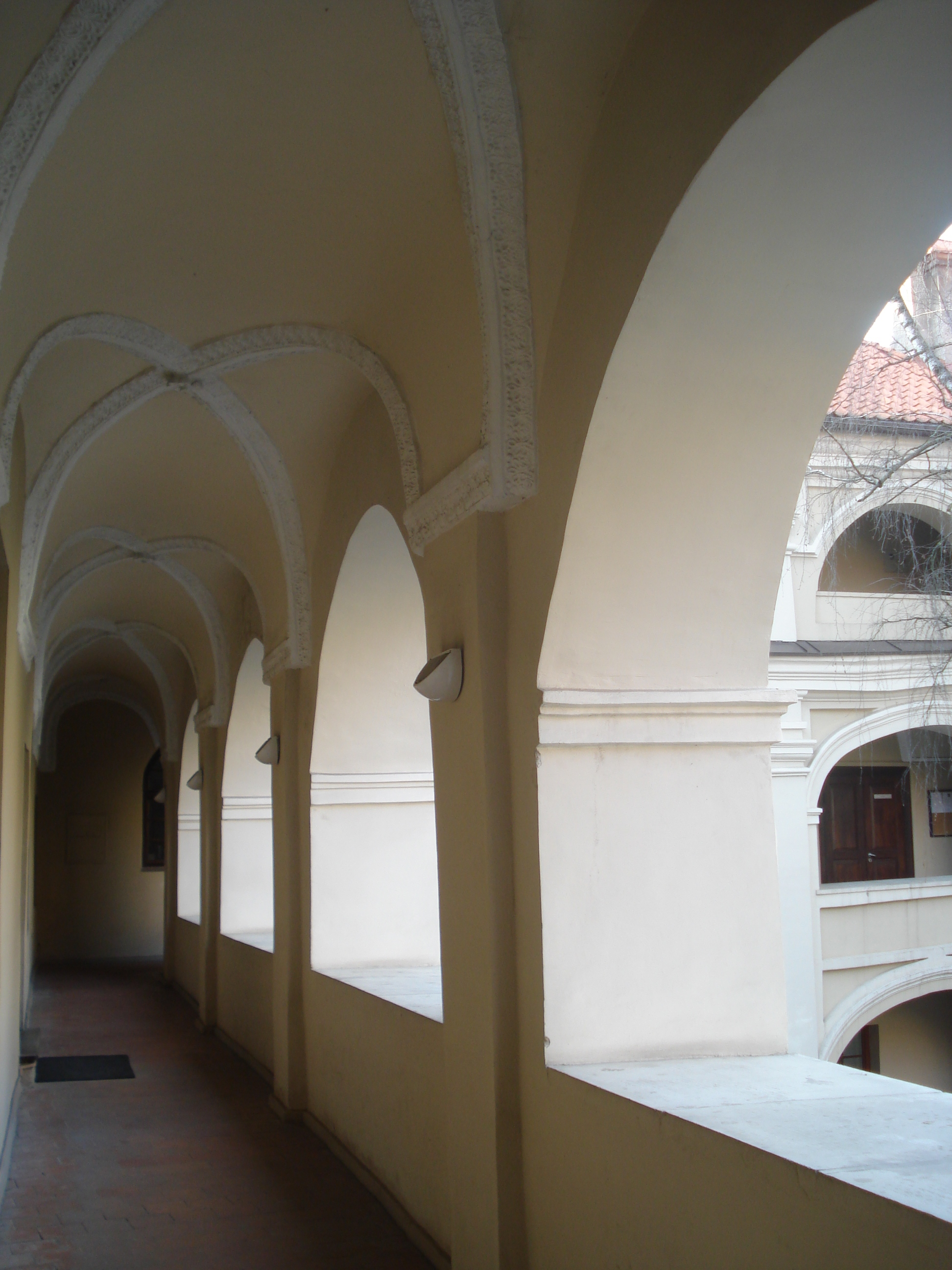
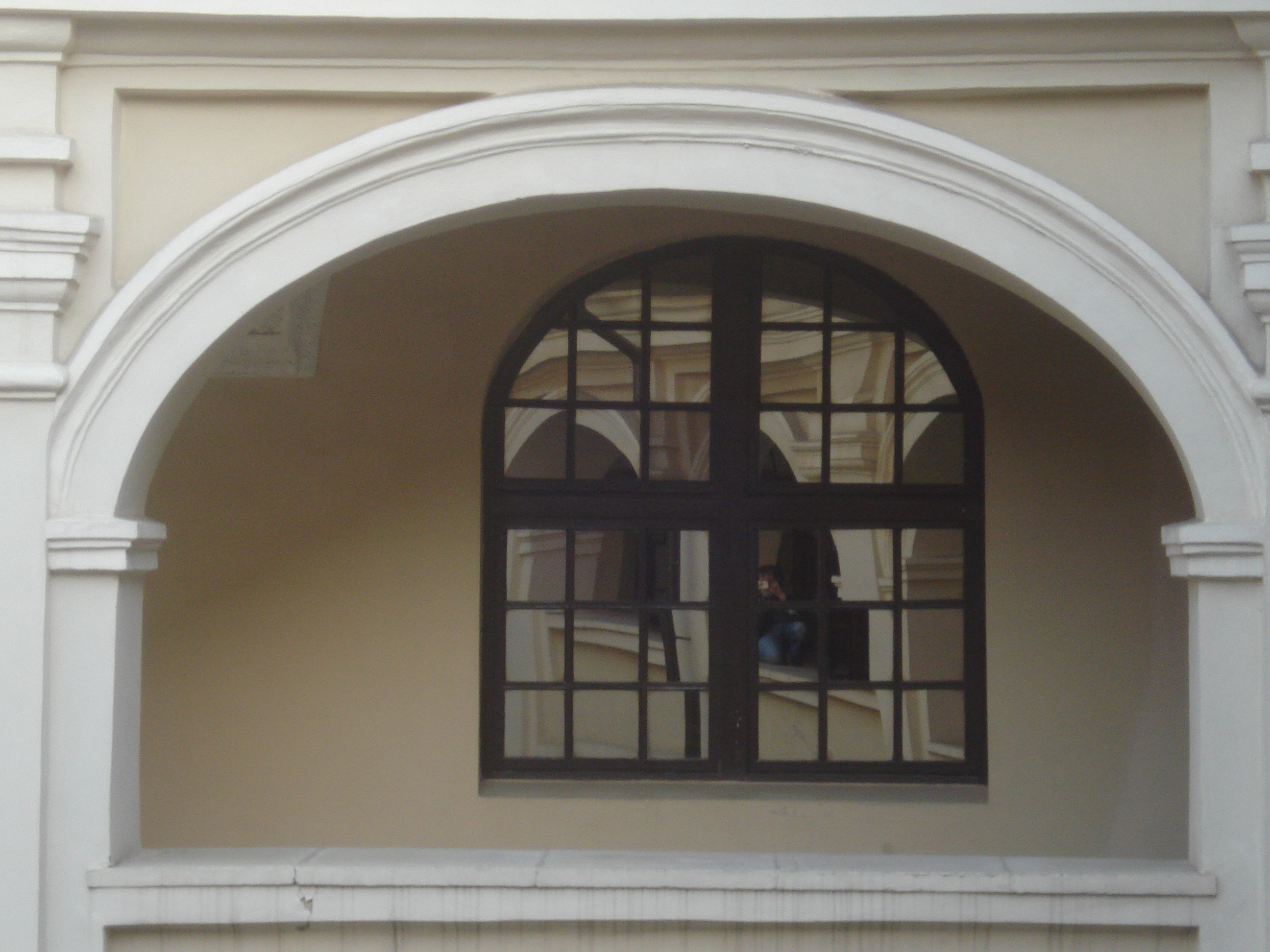